# سیلویو پریرا
سیلویو پریرا (انگلیسی: Sílvio؛ زادهٔ ۲۸ سپتامبر ۱۹۸۷) بازیکن سابق فوتبال اهل پرتغال است. او در دفاع راست یا چپ بازی ‌می‌کرد.
وی همچنین در تیم‌های ملی فوتبال زیر ۱۹ سال پرتغال، زیر ۲۳ سال پرتغال، و پرتغال بازی کرده‌است.